# Leucopogonella apectenata
Leucopogonella apectenata là một loài côn trùng cánh nửa trong họ Aleyrodidae, phân họ Aleyrodinae.
Leucopogonella apectenata được Dumbleton miêu tả khoa học đầu tiên năm 1961.